# جائزة أن أر جي الموسيقية
جائزة أن أر جي الموسيقية (اختصار عادةً باسم جائزة راديو نوفيل دي جون الموسيقية) هي جائزة مقدمة من محطة أن أر جي الإذاعة الفرنسية لتكريم الأفضل في صناعة الموسيقى الفرنسية والعالمية.
أقيم حفل توزيع الجوائز، الذي أنشأته أن أر جي في عام 2000 بالشراكة مع شبكة التليفزيون تي أف 1، كل عام في منتصف شهر يناير في كان (بروفانس ألب كوت دازور، فرنسا) افتتاح سوق الموسيقى والتسجيل الدولي . يقام الآن في شهر نوفمبر. يقدمون جوائز للموسيقيين المشهورين في فئات مختلفة.

## روابط خارجية
- جائزة أن أر جي الموسيقية على موقع IMDb (الإنجليزية)